# (4956) Noymer
(4956) Noymer es un asteroide perteneciente al cinturón de asteroides, descubierto el 12 de noviembre de 1990 por Robert H. McNaught desde el Observatorio de Siding Spring, Nueva Gales del Sur, Australia.

## Designación y nombre
Designado provisionalmente como 1990 VG1. Fue nombrado Noymer en honor al astrónomo 
Andrew J. Noymer por su vigésimo cumpleaños, el 4 de noviembre de 1991. Estudiante de la Universidad de Harvard, desde los 14 años ha sido un entusiasta asistente en varias actividades astronómicas descubriendo desde el Observatorio Siding Spring en el año 1988 varios asteroides.

## Características orbitales
Noymer está situado a una distancia media del Sol de 2,443 ua, pudiendo alejarse hasta 2,943 ua y acercarse hasta 1,944 ua. Su excentricidad es 0,204 y la inclinación orbital 24,24 grados. Emplea 1395 días en completar una órbita alrededor del Sol.

## Características físicas
La magnitud absoluta de Noymer es 13,3. Tiene 5,611 km de diámetro y su albedo se estima en 0,225.